# Trafalgari csata

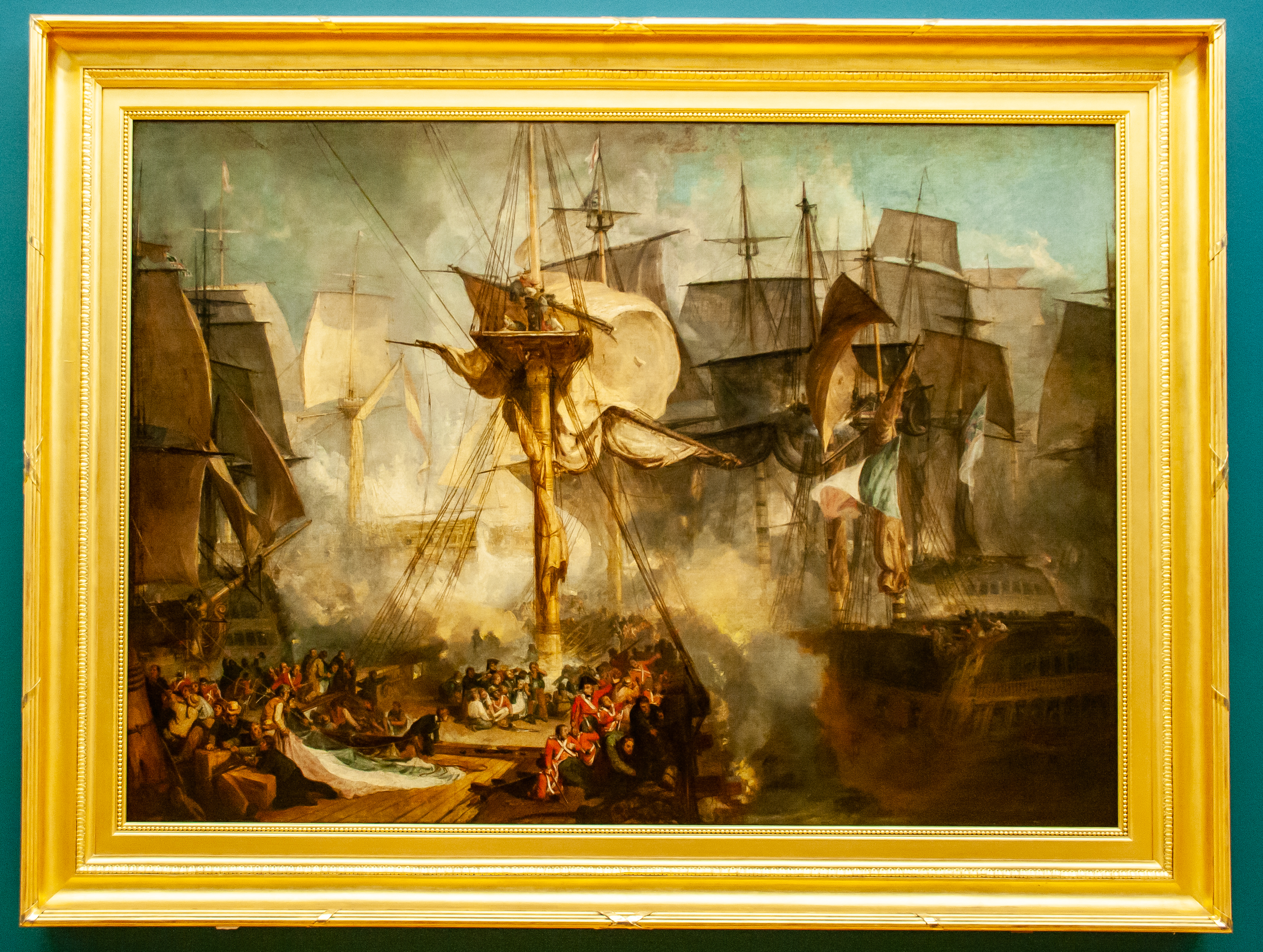
A trafalgari csata William Turner festményén a londoni Tate galériában

A trafalgari csata (1805. október 21.) a napóleoni háborúk és a világtörténelem egyik legfontosabb tengeri ütközete, mely vitathatatlanná tette Nagy-Britannia tengerek fölötti uralmát.
A csata a dél-spanyolországi Trafalgar-foktól nyugatra zajlott le, Cádiz és a Gibraltári-szoros között. Pierre de Villeneuve francia altengernagy vezette 33 (18 francia és 15 spanyol) sorhajóból álló francia–spanyol flotta harcolt a 27 sorhajóból álló brit flotta ellen, melynek Horatio Nelson altengernagy volt a parancsnoka. Habár Nelson elesett a csatában, de flottája döntő győzelmet aratott és elhárította Nagy-Britannia lehetséges francia invázióját.

## A csata előzményei
Villeneuve 1805. szeptember végén parancsot kapott, hogy fusson ki flottájával Cádizból, és tegyen partra csapatokat Nápolynál a dél-itáliai francia hadjárat támogatására. A hajóraj október 19–20-án indult el Cádizból, abban a reményben, hogy átjut a Földközi-tengerre anélkül, hogy csatára kényszerülne. Azonban Nelson október 21-én szembetalálkozott a francia–spanyol flottával a Trafalgar-foknál.
A francia és a spanyol sorhajók nagyobb harcértéket képviseltek brit ellenfeleiknél, jobban megtervezett  egységek voltak, különösen a francia Jacques-Noël Sané (1740–1831), a „haditengerészet Vaubanja” forradalmasította a hadihajó-építést, szintén jelentős a spanyol José Romero y Fernández de Landa (1735–1807) hajóépítő mérnöki teljesítménye. Azonban a brit tisztikar és legénység, különösen a tüzérek és a tengerészgyalogosok képzettsége klasszisokkal felülmúlta ellenfeleikét.
A francia–spanyol flotta bár számszerűleg nagyobb volt, ám a francia tengerészek a britekkel ellentétben nem igazán voltak mesterei a tengeri hadviselésnek. A spanyol flotta hajói és legénysége volt a tapasztaltabb, tengerhez szokott hajóhad, a spanyol tengerészek többsége már eleve tengerész családból került ki, de a britek színvonalát ők sem érték el. A spanyolok hősiesebben küzdöttek a csatában a franciáknál, egyes spanyol tisztek, mint Cosme Damián de Churruca y Elorza kapitány halált megvető bátorsága a britek őszinte csodálatát is kivívta.

## A csata

A flották helyzete 12 órakor

Villeneuve parancsot adott, hogy egyetlen, északi irányú vonalba sorakozzon fel a flotta. Nelson viszont két rajt alakított ki a saját hajóiból, és megparancsolta, hogy Villeneuve vonalát merőlegesen, nyugat felől támadják meg. Délre a nagyobbik raj – amelyet HMS Royal Sovereign fedélzetéről Cuthbert Collingwood tengernagy vezetett – a francia-spanyol vonal hátsó (déli) 16 hajójával keveredett harcba. Ezzel egyidőben a HMS Victory fedélzetén tartózkodó Nelson 12 hajóból álló rajával megtámadta Villeneuve vonalának elővédjét és közepét. Ez utóbbiban volt Villeneuve Bucentaure-ja is. A zűrzavaros küzdelemben Nelson rajának a zöme áttörte és szétszórta Villeneuve vonalát. A vonal elejét képező Pierre Dumanoir tengernagy vezénylete alatt álló 6 francia és spanyol hajóról nem vettek tudomást az első támadáskor, így ezek délután fél négykor meg tudtak fordulni, hogy a mögöttük lévők segítségére siessenek. Dumanoir gyenge támadását azonban a britek el tudták hárítani. Collingwood befejezte az utóvéd szétverését, és a csata kb. 5 órakor ért véget.

## Kommunikáció a csata közben
A parancsokat a zászlóshajó, a Victory árbócára felhúzott jelzőzászlókkal közölték. Ezeket a jelzéseket egy titkos kódkönyv segítségével lehetett értelmezni. A zászlójeleket a hajók megismételték, így továbbították a távolabbi egységek felé.
A csata kezdete előtt Nelson szükségét érezte egy külön buzdító üzenetnek is. Ekkor született meg az England expects that every man will do his duty („Anglia elvárja, hogy mindenki megtegye kötelességét”) zászlójel, amely a csata után hamarosan legendává vált, és ma is gyakran idézik.

## Következmény

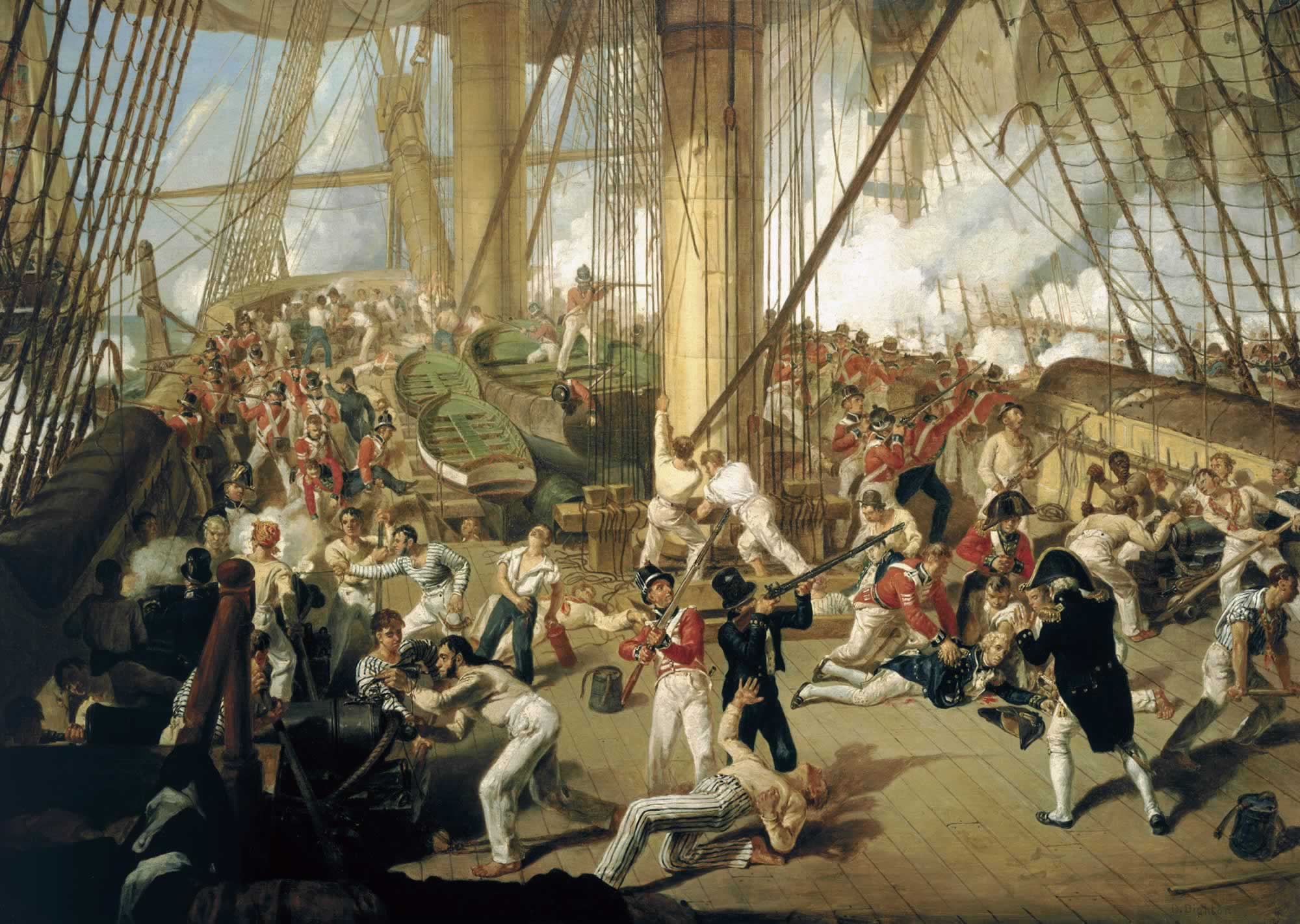
Nelsont halálos lövés éri
(Denis Dighton festménye, 1825 körül).

A korábbi, súlyos francia és francia szövetséges spanyol és holland vereségeket (a dicsőséges június elsejei csata, St. Vincent-i csata, camperdowni csata, nílusi csata) betetőző trafalgari katasztrófa megteremtette a brit haditengerészet legyőzhetetlenségének nimbuszát. Napóleon császár uralkodása során a francia haditengerészeti főerők többé már nem mertek csatát vállalni a britekkel szemben. A trafalgari csata szertefoszlatta I. Napóleon császár tervét Nagy-Britannia inváziójára (boulogne-i expedíció). A győzelem egészen a második világháborúig megalapozta a brit tengeri fölényt, a brit Royal Navy vitathatatlan elsőségét a haditengerészetek között.
Magát Villeneuve-öt a britek elfogták és Angliába vitték, ahol szabadon engedték, de fél évvel a csata után a franciaországi Rennes városában öngyilkosságot követett el. Flottája 18 hajót és 12 ezer embert vesztett el, ezek nagy többsége hadifogságba esett. Nelson halálos sebet kapott egy francia lövésztől, de amikor fél ötkor meghalt, biztos volt a teljes győzelemben. Az angolok vesztesége 1600 halott és sebesült volt, de egyetlen brit hajó sem veszett el.

## Flották
A csatában résztvevő flották állományából a három legnagyobb méretű és legerősebb fegyverzetű hadihajónak három elsőosztályú spanyol sorhajó, a Nuestra Señora de la Santísima Trinidad (136 ágyús), a Príncipe de Asturias, Santa Ana (mindkettő 112 ágyús) számított. A spanyoloknak volt még egy 100 ágyús elsőosztályú sorhajója, a Rayo. A brit flottában három elsőosztályú sorhajó szolgált, az HMS Victory (104 ágyús), Nelson zászlóshajója, valamint az HMS Britannia, és az HMS Royal Sovereign (mindkettő 100 ágyús). A brit flotta rendelkezett még négy másodosztályú sorhajóval (mindegyik 98 ágyús), húsz harmadosztályú sorhajóval (egy 80 ágyús, 16 db 74 ágyús, 3 db 64 ágyús), négy fregattal (ezek 36, vagy 38 ágyúsak), egy schoonerrel (12 ágyús), és egy cutterrel (10 ágyús). A francia hajórajba tartozott még 18 harmadosztályú sorhajó (4 db 80 ágyús, 14 db 74 ágyús), öt fregatt (mindegyik 40 ágyús), és két brigg (mindkettő 18 ágyús). A spanyol hajóraj derékhadát 11 harmadosztályú sorhajó (2 db 80 ágyús, 8 db 74 ágyús, 1 db 64 ágyús) alkotta.
A csatában ténylegesen csak a nagy méretű, nehéz fegyverzetű sorhajók vettek részt, a közepes méretű és fegyverzetű fregattok, és a könnyű egységek (brigg, schooner, cutter) nem, mert ezek a sorhajók ellen eleve teljesen esélytelenek lettek volna.
|                        |                                                                              |                                       |                                                                                                   |
| Hajótípus:             | Brit                                                                         | Francia                               | Spanyol                                                                                           |
| Elsőosztályú sorhajó   | 3 db (HMS Victory: 104 ágyús, HMS Britannia, HMS Royal Sovereign: 100 ágyús) | -                                     | 4 db (Santísima Trinidad: 136 ágyús, Príncipe de Asturias, Santa Ana: 112 ágyús, Rayo: 100 ágyús) |
| Másodosztályú sorhajó  | 4 db (HMS Temeraire, HMS Neptune, HMS Dreadnought, HMS Prince: 98 ágyús)     | -                                     | -                                                                                                 |
| Harmadosztályú sorhajó | 20 db (HMS Tonnant: 80 ágyús, 16 db 74 ágyús, 3 db 64 ágyús)                 | 18 db (4 db 80 ágyús, 14 db 74 ágyús) | 11 db (2 db 80 ágyús, 8 db 74 ágyús, 1 db 64 ágyús)                                               |
| Fregatt                | 4 db (36, vagy 38 ágyús)                                                     | 5 db (mindegyik 40 ágyús)             | -                                                                                                 |
| Brig                   | -                                                                            | 2 db (mindegyik 18 ágyús)             | -                                                                                                 |
| Schooner               | 1 db (8 ágyús)                                                               | -                                     | -                                                                                                 |
| Cutter                 | 1 db (10 ágyús)                                                              | -                                     | -                                                                                                 |

### A csatában résztvevő hajók
A trafalgari csatában résztvevő brit hadihajók közül az HMS Tonnant, az HMS Spartiate, az HMS Belleisle sorhajók, és az HMS Entreprenante cutter eredetileg francia hadihajók voltak, melyeket a britek hadizsákmányul ejtettek, és eredeti francia nevüket megtartva, azt a brit haditengerészeti Her Majesty’s Ship (HMS) megkülönböztető jelzéssel kiegészítve szolgálatba állították őket.
A trafalgari csatában harcoló francia hadihajók közül a Swiftsure és a Berwick sorhajók eredetileg brit egységek voltak, melyeket a franciák hadizsákmányul ejtettek, és eredeti nevük megtartása mellett, azt a brit HMS jelzéstől megfosztva besoroltak saját haditengerészetük állományába. A Berwick 1795-ben, a Swiftsure 1801-ben került francia kézre, mindkettő a brit Elizabeth-osztályú sorhajók közé tartozott. A britek egyik 1804-ben szolgálatba állt új sorhajója ismét az HMS Swiftsure nevet kapta, ez az egység Nelson flottájának részeként harcolt Trafalgarnál.
Zavaró, hogy mind a brit, mind a francia flottában szolgált három-három azonos nevű sorhajó, a brit HMS Achille és a francia Achille, a brit HMS Swiftsure és a francia Swiftsure, a brit HMS Neptune és a francia Neptune, illetve a  spanyoloknak is volt egy Neptuno nevű sorhajója. Továbbá a franciáknak volt egy Argonaute, a spanyoloknak pedig egy Argonauta nevű sorhajója Trafalgarnál.

#### Brit Királyi Haditengerészet (Royal Navy)
(zárójelben ágyúik száma látható)
Elsőosztályú sorhajó: HMS Victory (104) - zászlóshajó, HMS Britannia (100), HMS Royal Sovereign (100)
Másodosztályú sorhajó: HMS Temeraire (98), HMS Neptune (98), HMS Dreadnought (98), HMS Prince (98)
Harmadosztályú sorhajó: HMS Tonnant (80), HMS Leviathan (74), HMS Conqueror (74), HMS Ajax (74), HMS Minotaur (74), HMS Orion (74), HMS Spartiate (74), HMS Belleisle (74), HMS Mars (74), HMS Bellerophon (74), HMS Colossus (74), HMS Achille (74), HMS Revenge (74), HMS Swiftsure (74), HMS Defiance (74), HMS Thunderer (74), HMS Defence (74), HMS Africa (64), HMS Agamemnon (64), HMS Polyphemus (64)
Fregatt: HMS Euryalus (36), HMS Naiad (38), HMS Phoebe (36), HMS Sirius (36)
Schooner: HMS Pickle (8)
Cutter: HMS Entreprenante (10)

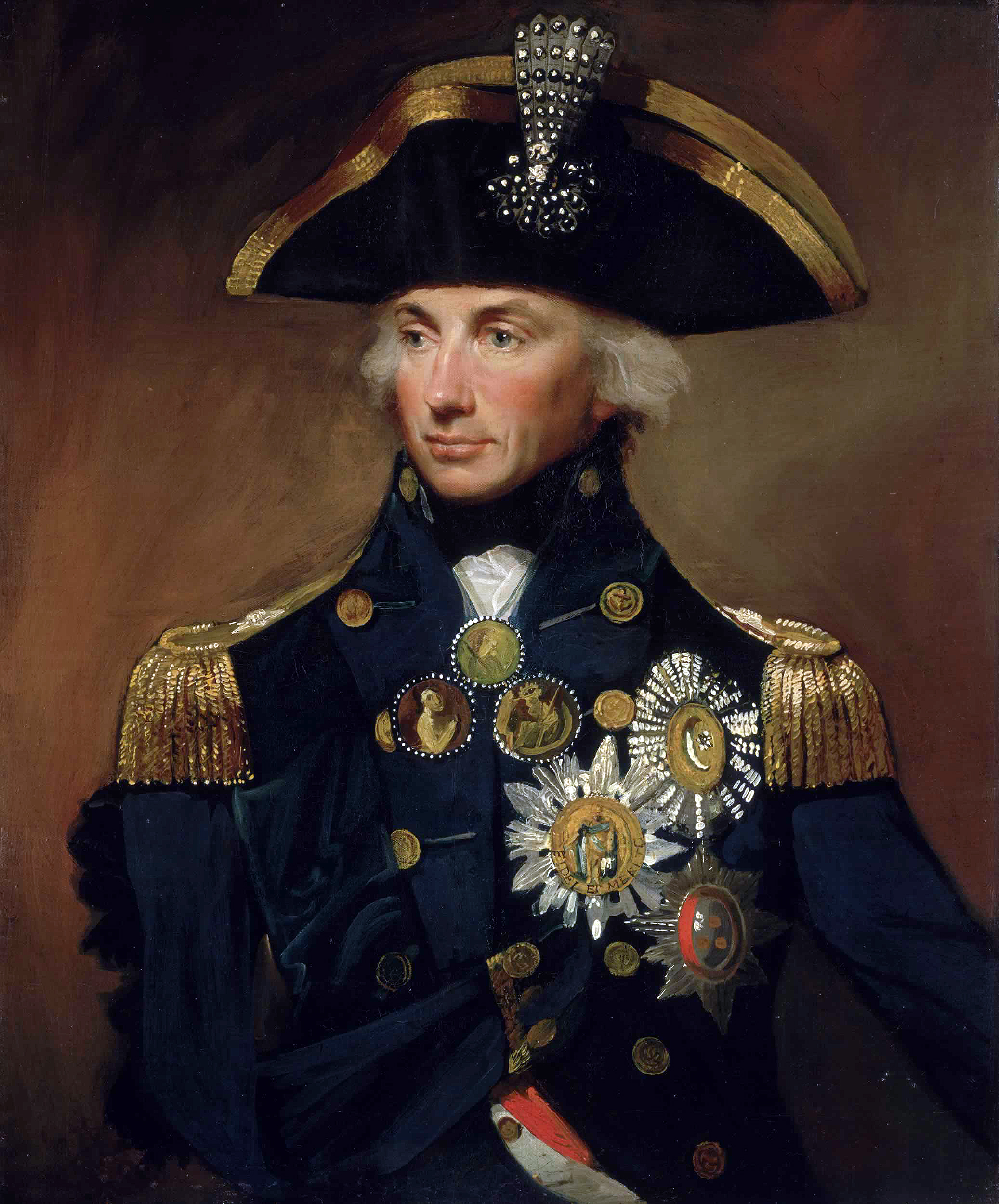
Horatio Nelson brit altengernagy.
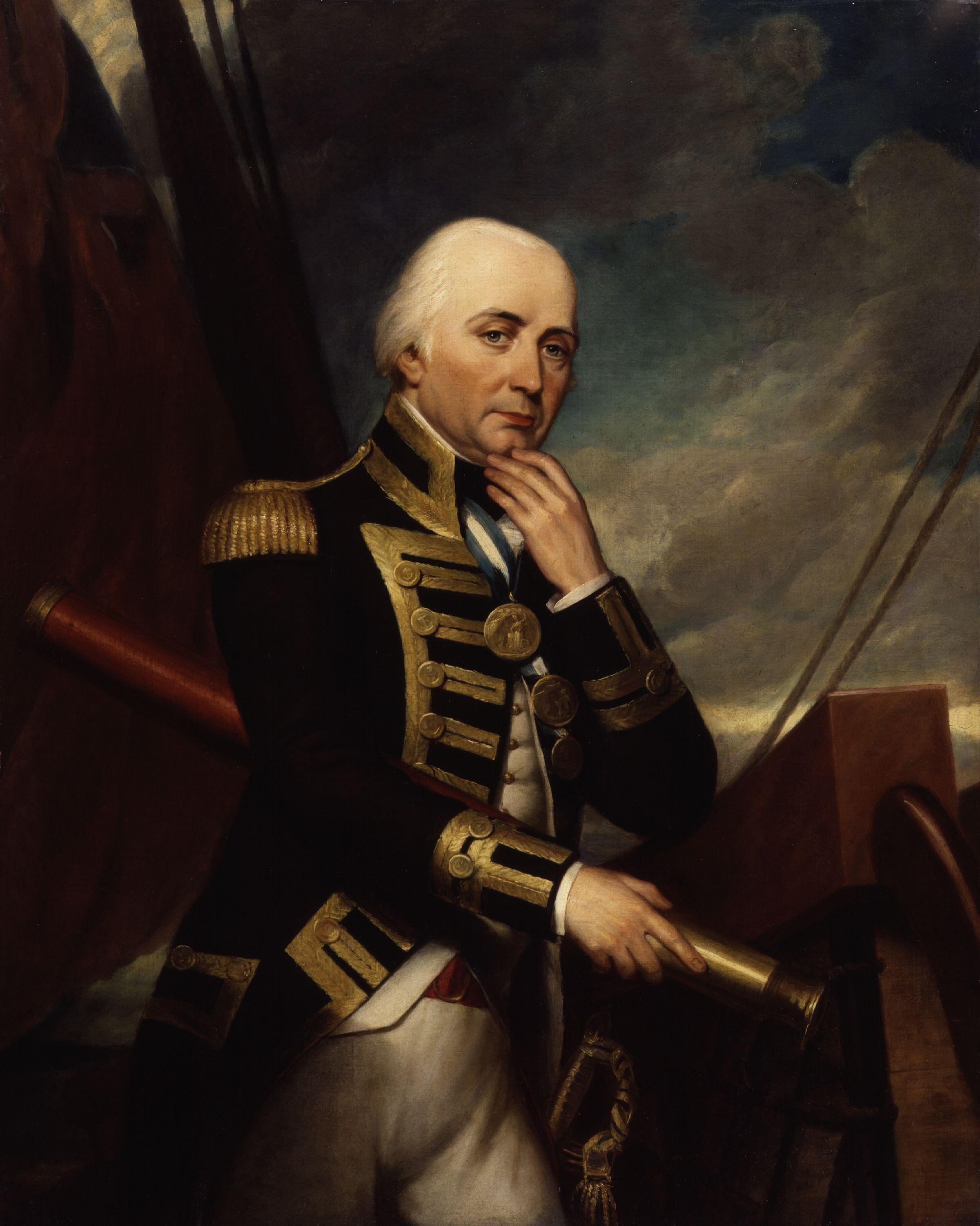
Cuthbert Collingwood (1748-1810) brit altengernagy, Nelson parancsnokhelyettese.
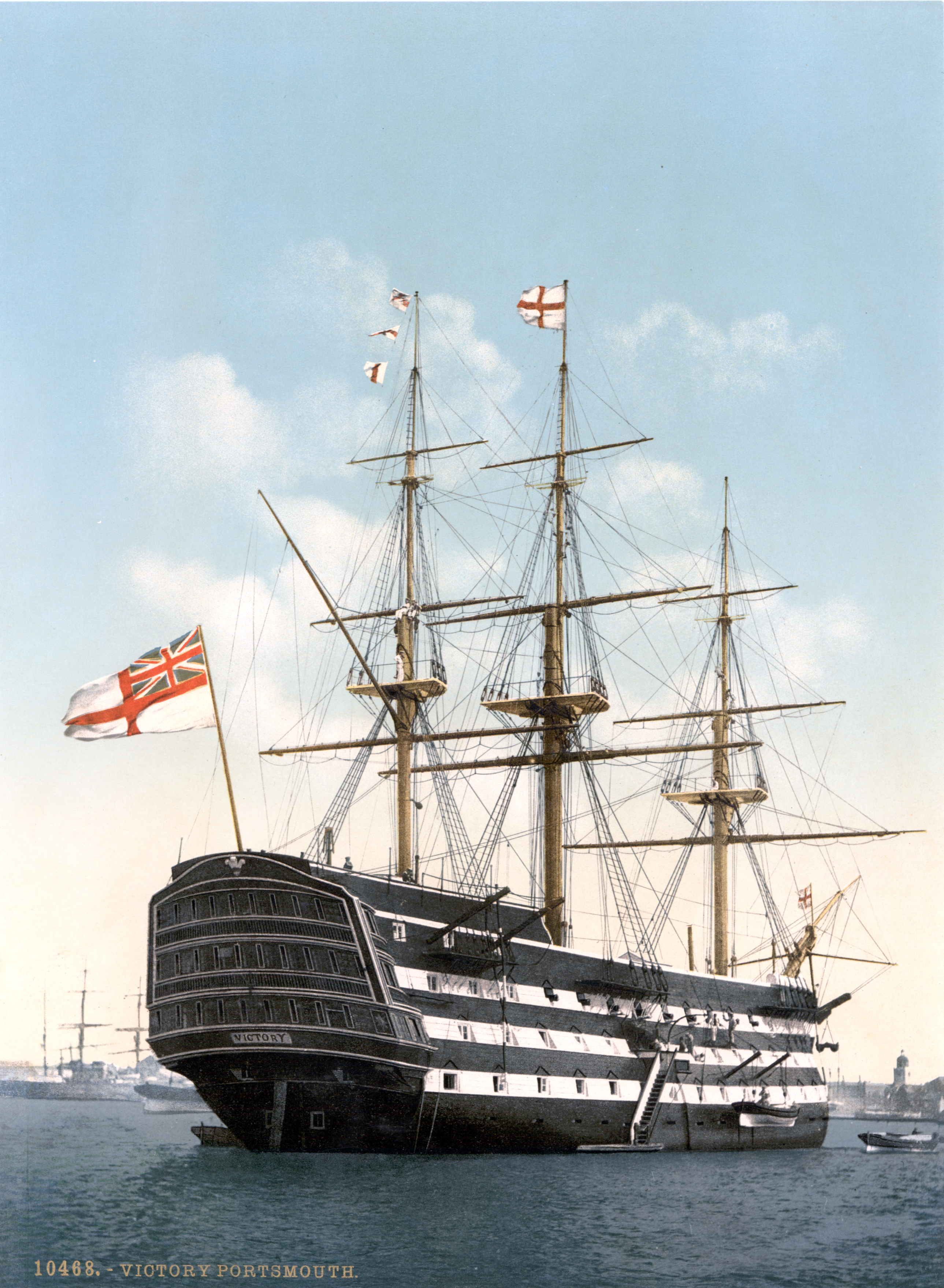
Nelson zászlóshajója, a 3500 tonnás, 104 ágyús HMS Victory brit elsőosztályú sorhajó Portsmouthban, 1900-ban (digitálisan színezett kép).
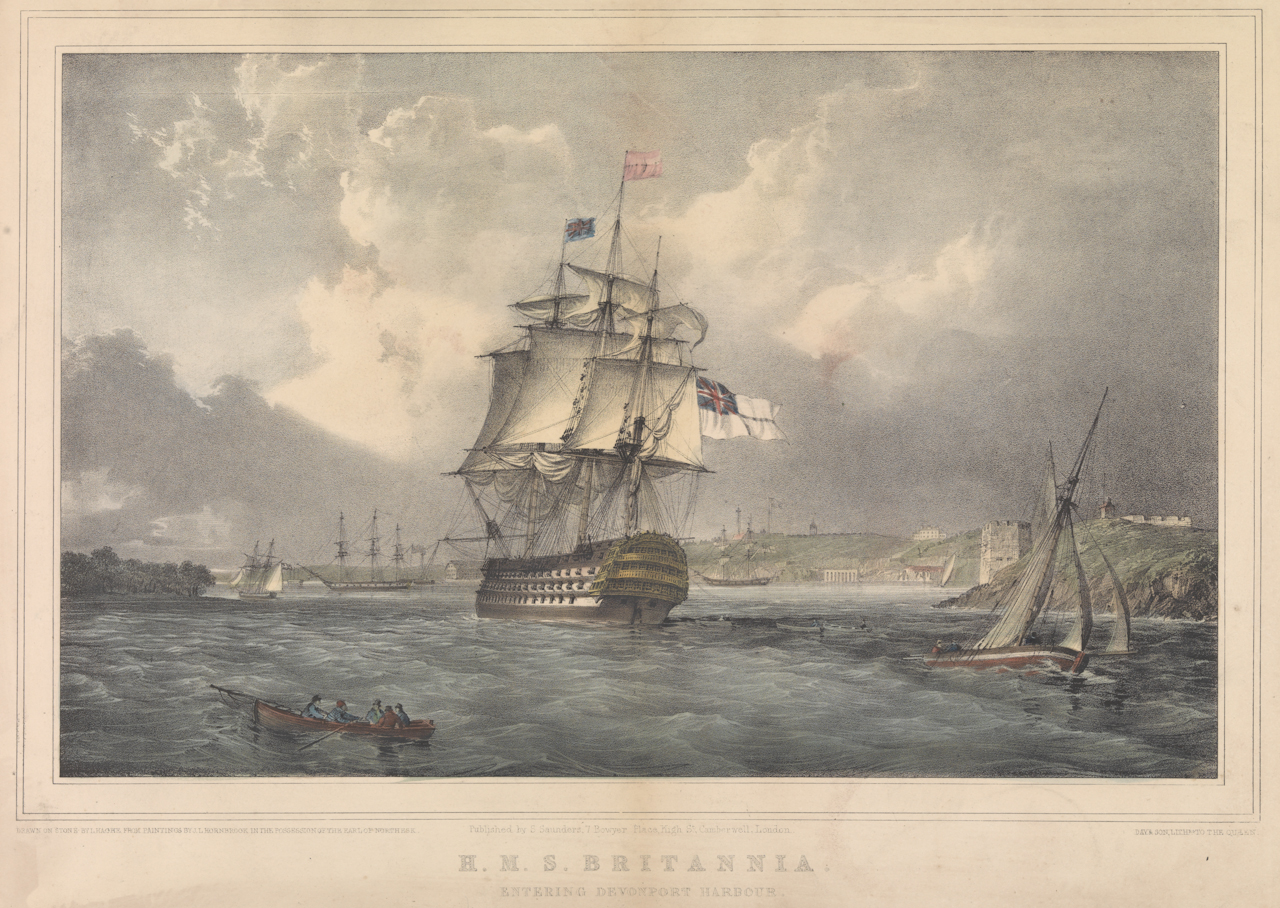
A 100 ágyús HMS Britannia brit elsőosztályú sorhajó.
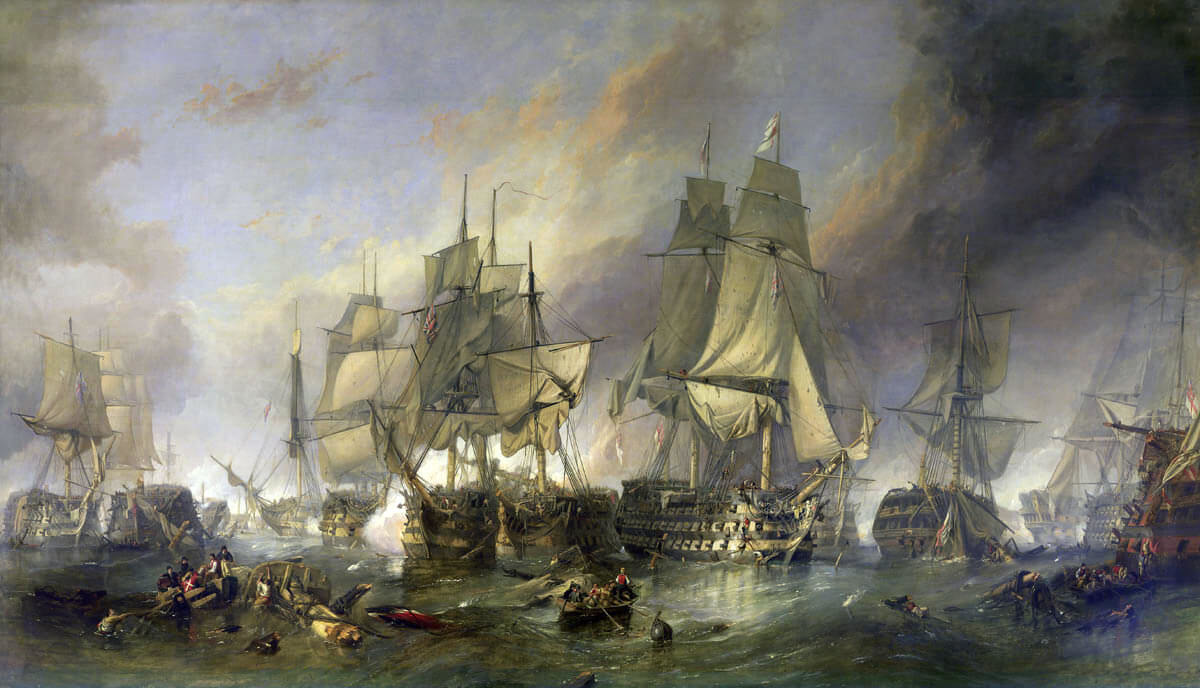
Clarkson Frederick Stanfield (1793-1867): A trafalgari csata 1805. október 21-én.

#### Francia Haditengerészet (Marine nationale)
Harmadosztályú sorhajó: Bucentaure (80) - zászlóshajó, Formidable (80), Neptune (80), Indomptable (80), Scipion (74), Duguay Trouin (74), Mont Blanc (74), Héros (74), Redoutable (74), Fougueux (74), Intrépide (74), Pluton (74), Aigle (74), Algésiras (74), Swiftsure (74), Argonaute (74), Achille (74), Berwick (74)
Fregatt: Cornélie (40), Hermione (40), Hortense (40), Rhin (40), Thémis (40)
Brig: Furet (18), Argus (18)

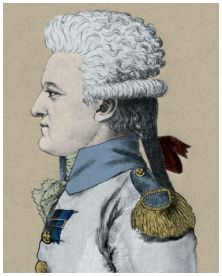
Pierre-Charles Villeneuve (1763-1806) francia altengernagy, a szövetséges francia-spanyol flotta főparancsnoka.
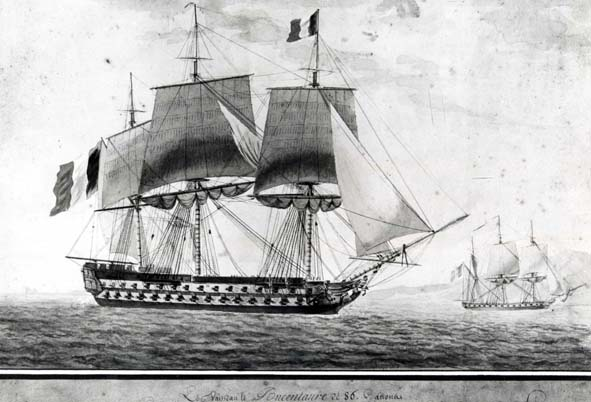
Villeneuve altengernagy, és a francia-spanyol flotta zászlóshajója, a 2000 tonnás, 80 ágyús Bucentaure francia harmadosztályú sorhajó.
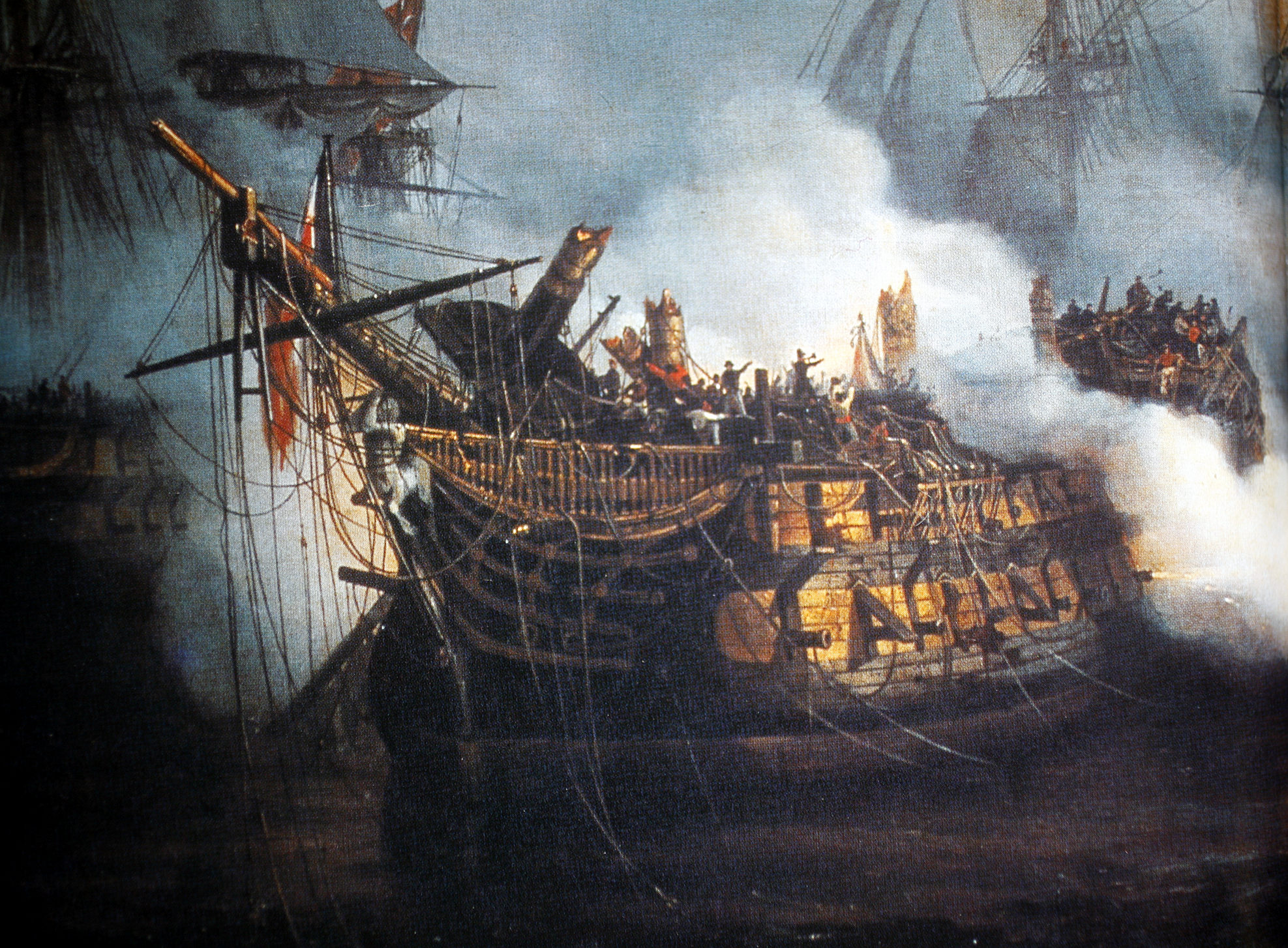
A súlyosan sérült, árbocaitól megfosztott Bucentaure sorhajó, Villeneuve altengernagy zászlóshajója a trafalgari csata során.
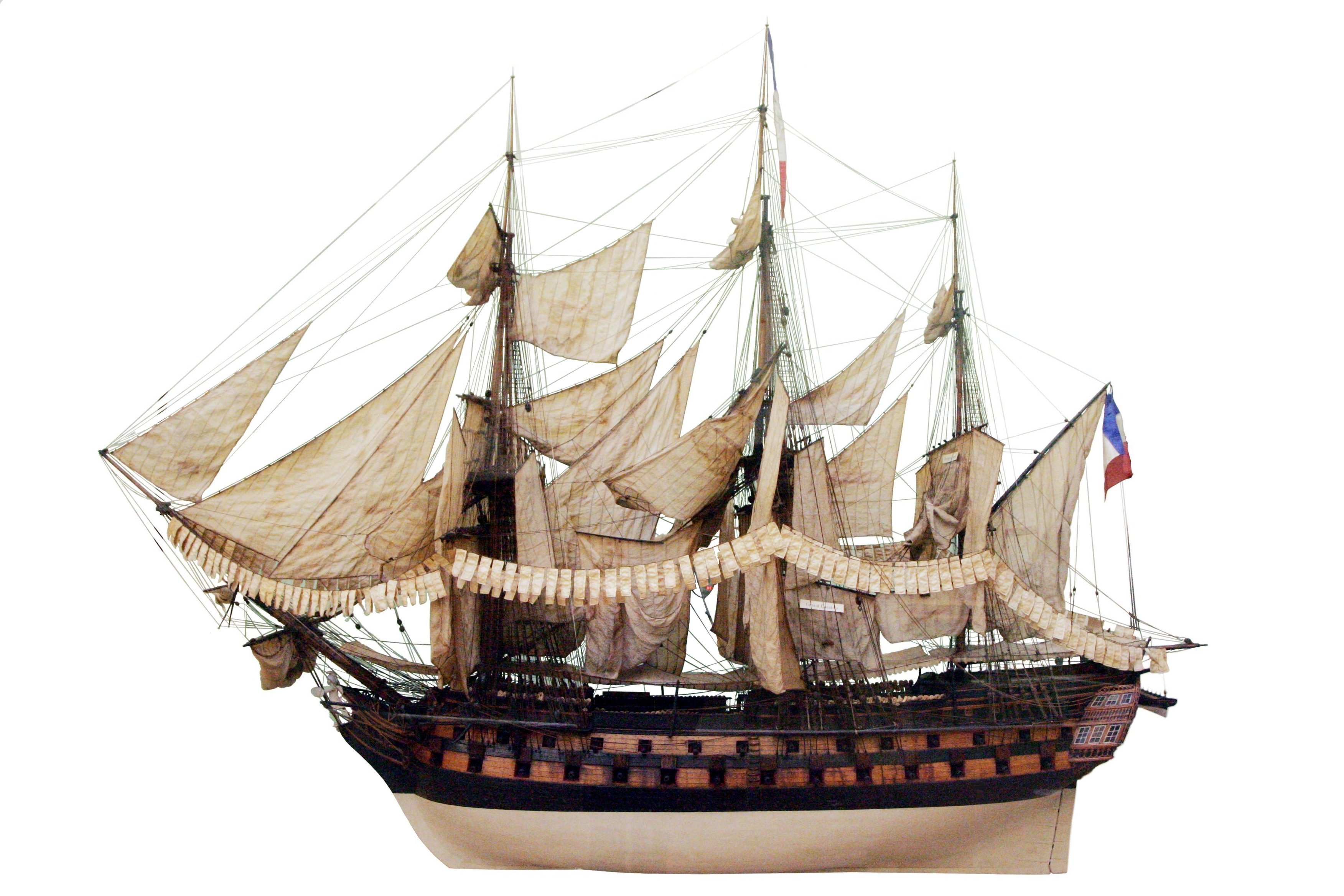
Az 1900 tonnás, 74 ágyús Achille francia harmadosztályú sorhajó modellje.

#### Spanyol Haditengerészet (Armada Española)
Elsőosztályú sorhajó: Nuestra Señora de la Santísima Trinidad (136), Príncipe de Asturias (112) - zászlóshajó, Santa Ana (112), Rayo (100)
Harmadosztályú sorhajó: Neptuno (80), Argonauta (80), San Francisco de Asis (74), San Augustin (74), San Justo (74), Monarca (74), Bahama (74), Montañés (74), San Ildefonso (74), San Juan Nepomuceno (74), San Leandro (64)

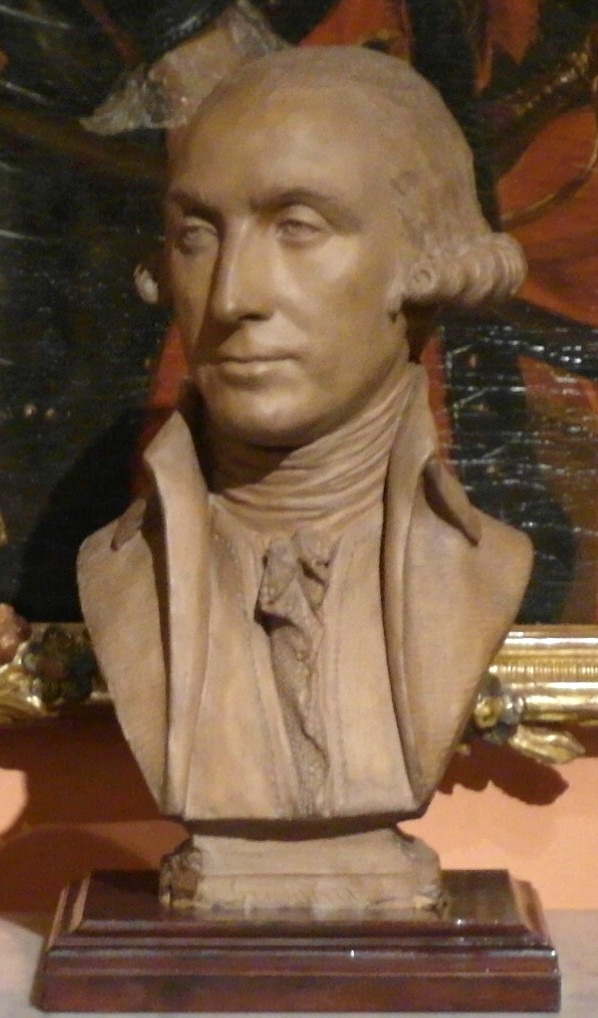
Federico Carlos Gravina y Nápoli (1756-1806) spanyol tengernagy, a csatában résztvevő spanyol hajóraj parancsnokának mellszobra.
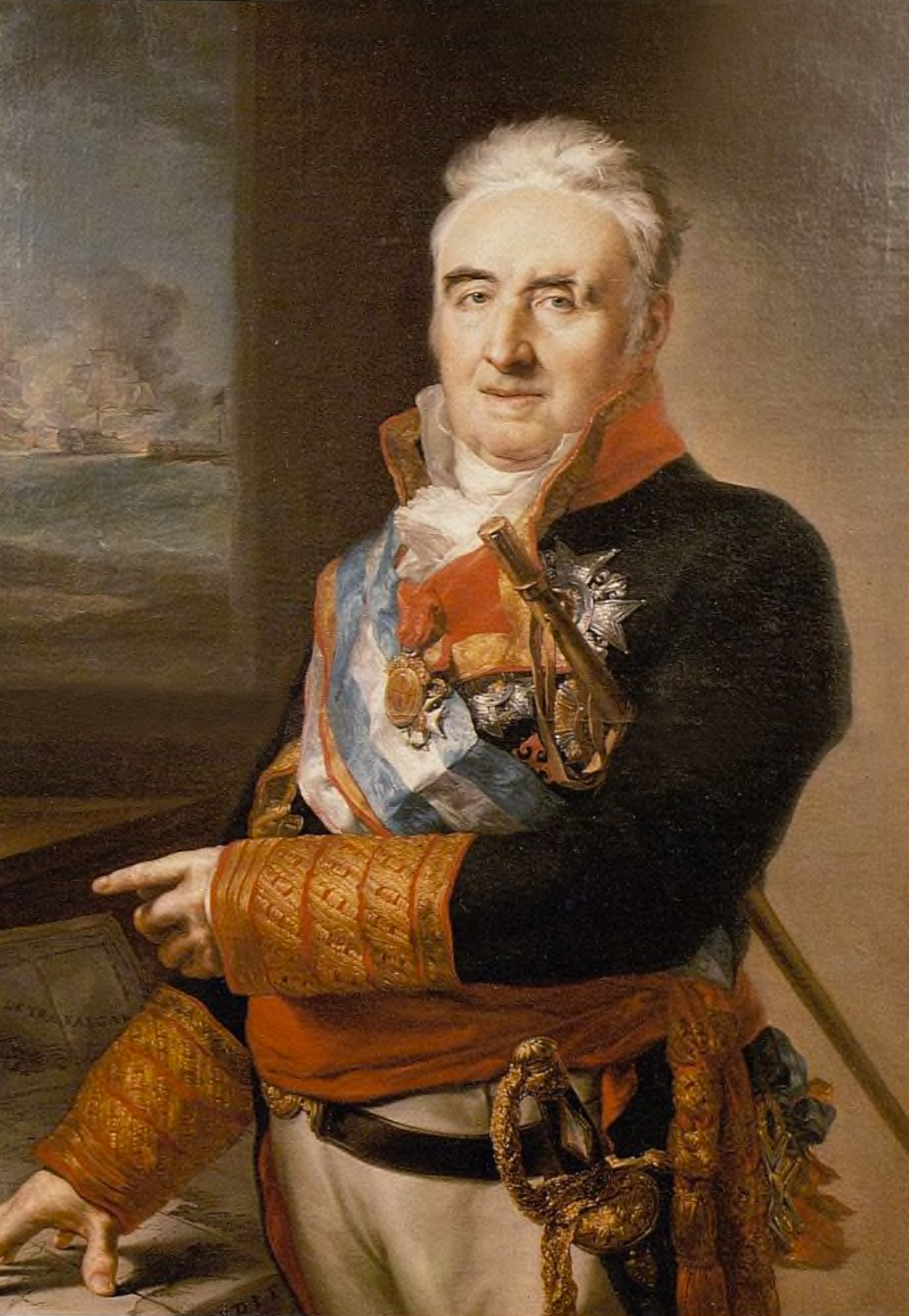
Ignacio María de Álava y Sáenz de Navarrete (1750–1817) spanyol altengernagy, a csatában résztvevő spanyol hajóraj főparancsnok-helyettese.
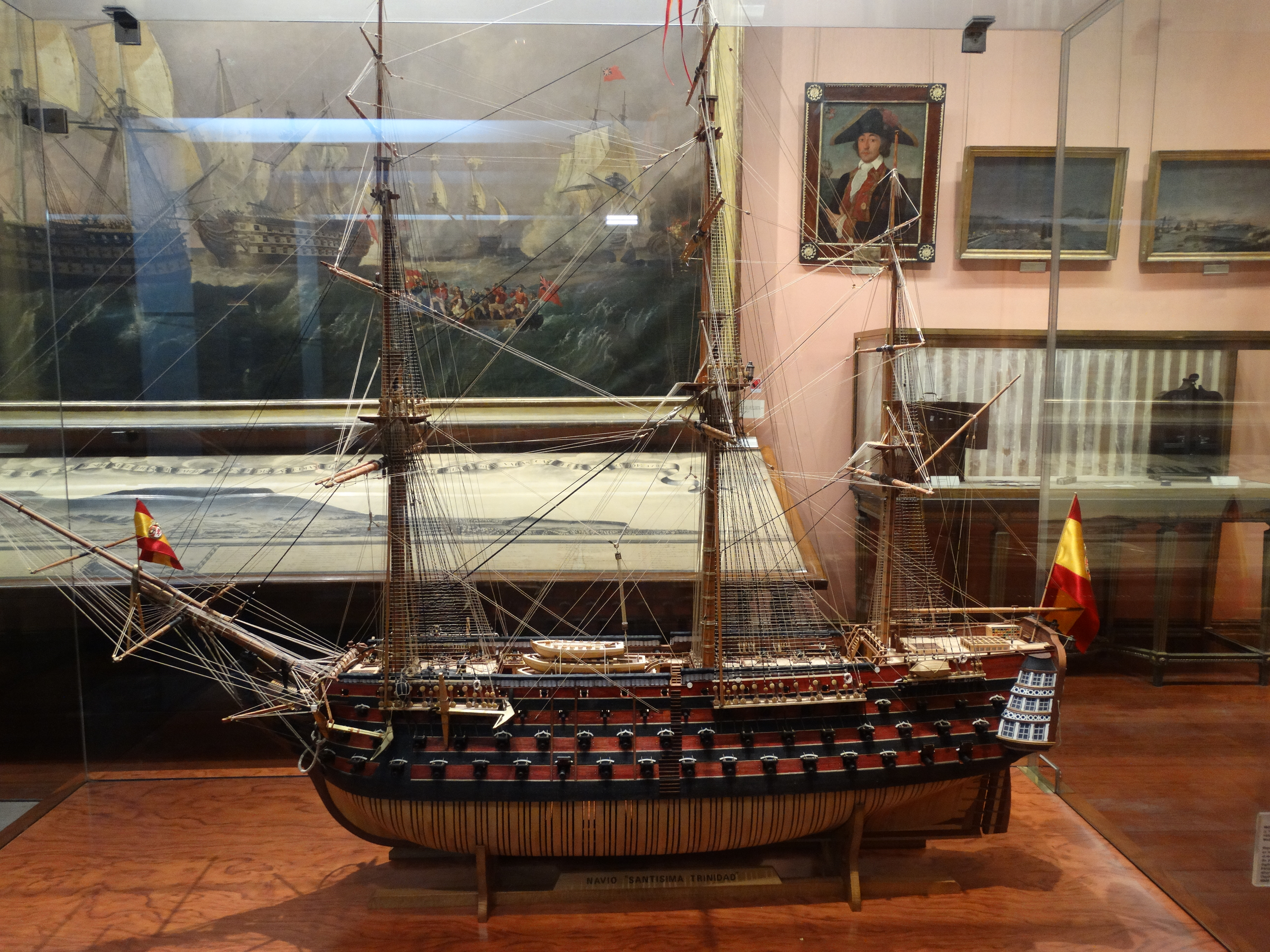
A trafalgari csatában résztvevő legnagyobb hadihajó, a 4950 tonnás, 136 ágyús, Nuestra Señora de la Santísima Trinidad spanyol elsőosztályú sorhajó modellje.
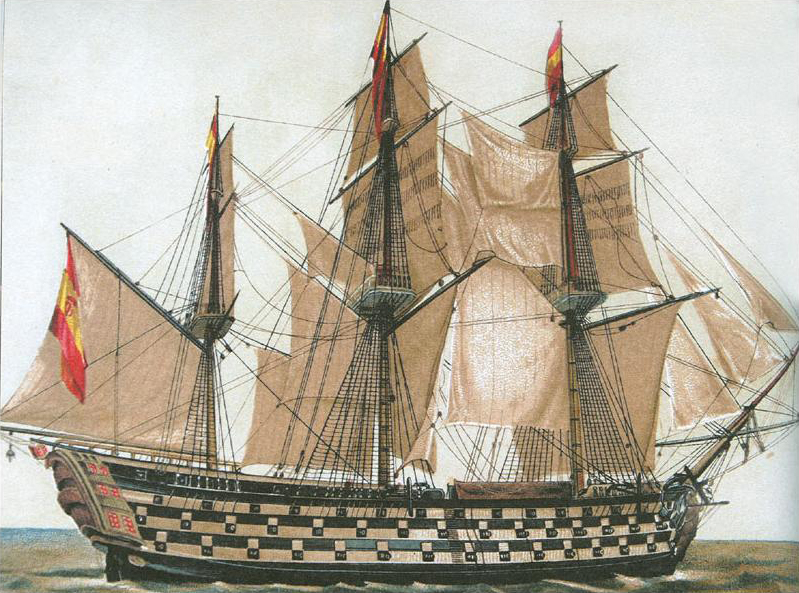
A 4340 tonnás, 112 ágyús Santa Ana spanyol első osztályú sorhajó, a nyolc egységből álló Santa Ana-osztály névadója. Testvérhajója, a Príncipe de Asturias volt a spanyol flotta zászlóshajója Trafagarnál.
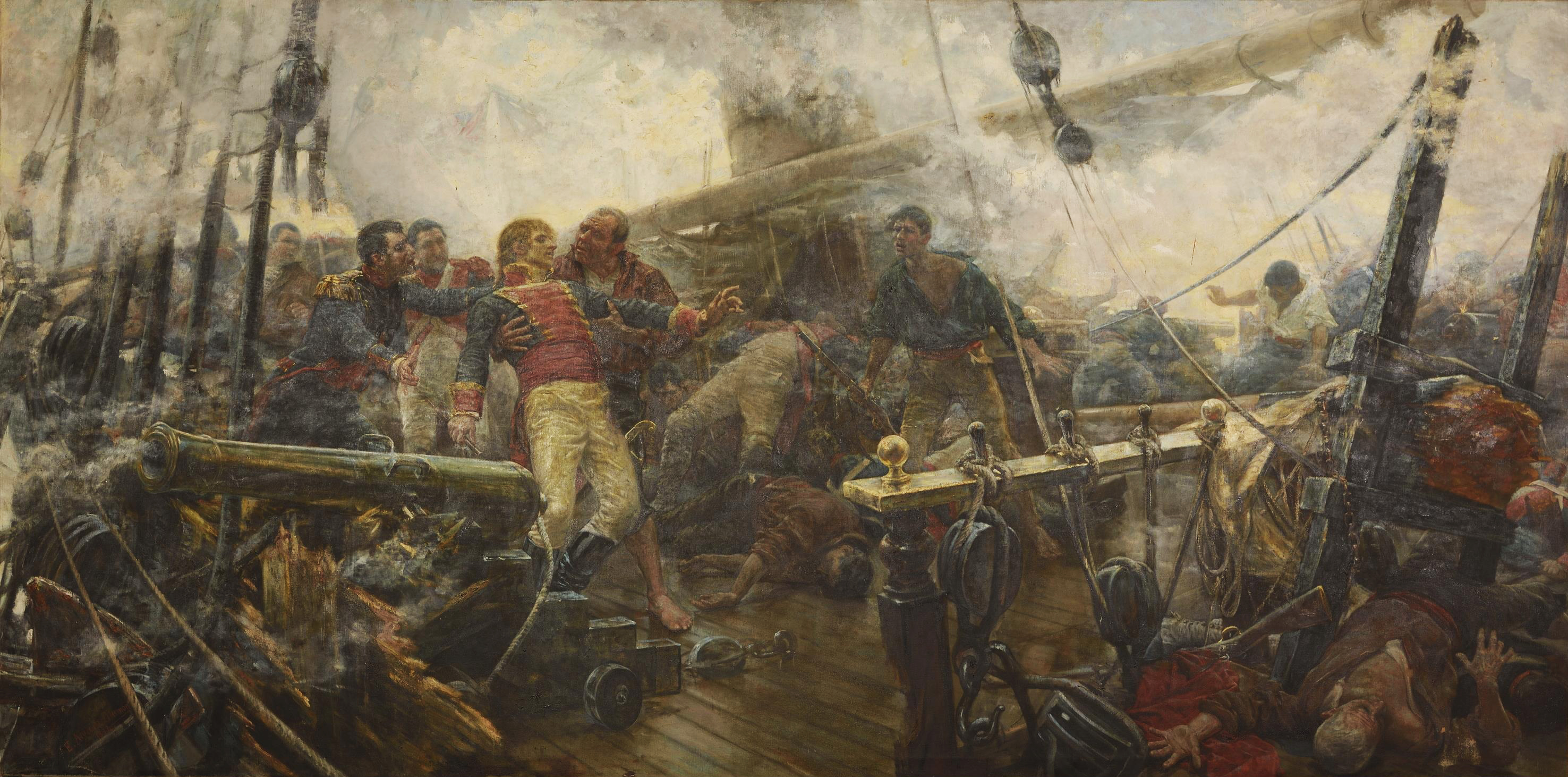
A trafalgari csata egyik legendás, a győztes britek csodálatát kiváltó epizódja, Cosme Damián de Churruca y Elorza (1761-1805) kapitány hősi halála hajója, a San Juan Nepomuceno spanyol sorhajó fedélzetén.